# Росохан
Росоха́н — высокогорное озеро в Украинских Карпатах (массив Горганы), в пределах Калушского района Ивано-Франковской области.
Расположен на южном склоне хребта Аршица (горный массив Горганы), в бассейне реки Мшана, на высоте 1120 м. Площадь озера около 500 м². (по другим данным — 470 м²), наибольшая глубина 2,8 м (после затяжных дождей — до 4,5 м). Длина озера 50-70 м, ширина 20 м. Дно и берега каменистые, вода прозрачная.
Бессточное озеро, образовавшееся по одной версии в результате оползня, по другой — после падения метеорита.